# Síndrome del espejo

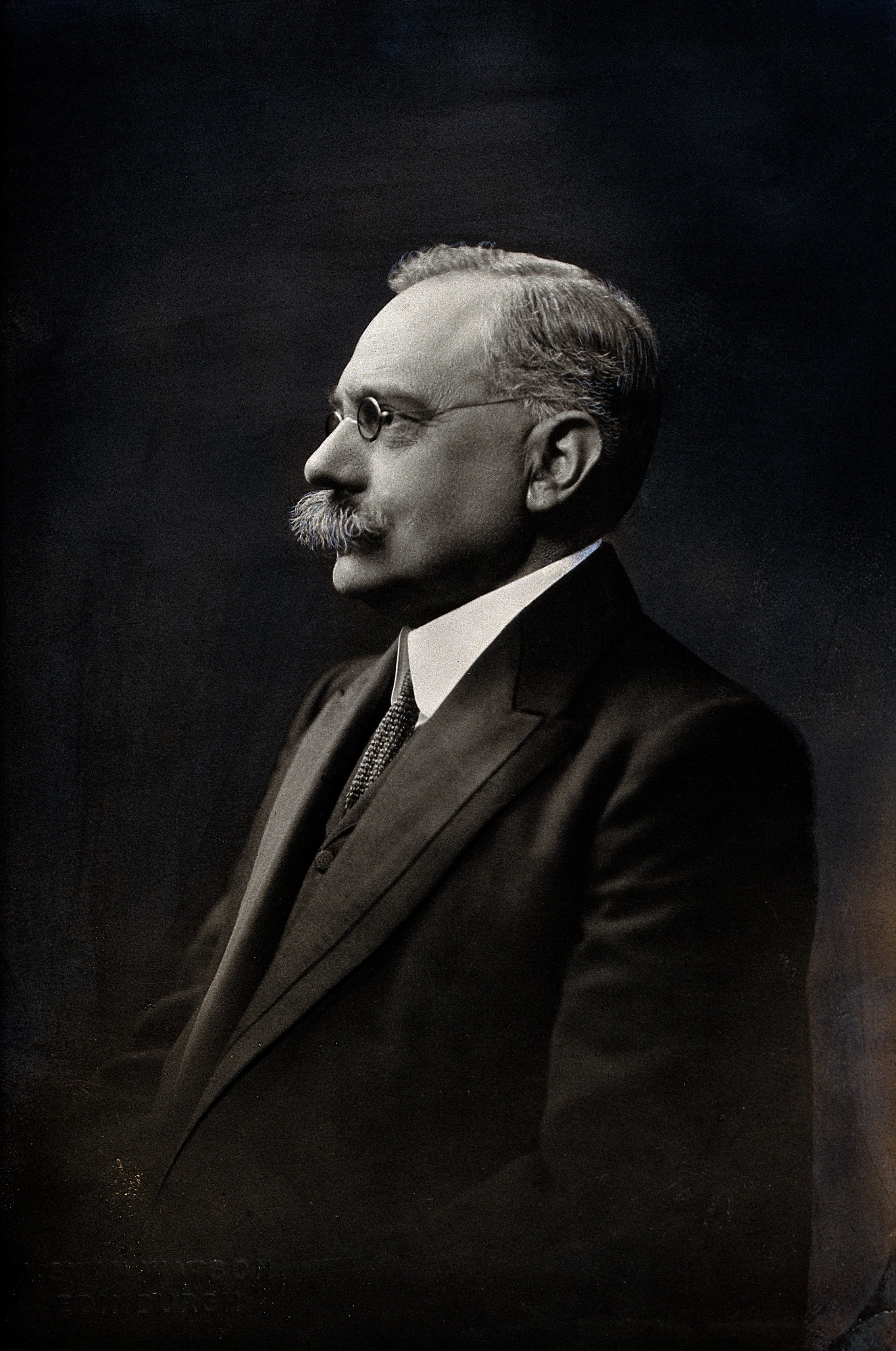
Retrato fotográfico de John William Ballantyne, realizado por A. Swan Watson.

El síndrome del espejo, triple edema o síndrome de Ballantyne es un desorden raro que afecta a las mujeres embarazadas. Se trata de una asociación inusual del feto con hidropesía fetal y placentaria con preeclampsia materna. El nombre de síndrome del espejo se refiere a la similitud entre el edema maternal y la hidropesía fetal. Fue por primera vez descrito en 1892 por John William Ballantyne.

## Causas
La etiología puede deberse a una variedad de problemas obstétricos, desde enfermedades inmunológicas, incluyendo incompatibilidad Rh, infecciones fetales, desórdenes metabólicos y  malformaciones fetales. El síndrome de Ballantyne puede producirse por una reacción materna al feto, que tiene la enfermedad de Bart que afecta a la hemoglobina, debido a la presentación del rasgo de talasemia en ambos padres.

## Patogenia
El mecanismo etiopatogénico del síndrome continúa siendo desconocido.

## Signos y síntomas
El síndrome de Ballantyne presenta diversas características:
- edema, siempre es un rasgo clave
- albuminuria en la madre, generalmente leve
- preeclampsia, inusual

Los síntomas fetales están relacionados con la retención de líquido, incluyendo ascitis y polihidramnios. La hidropesía fetal sugiere la presencia de una importante, y probablemente fatal, patología fetal.
Puede estar asociado con el síndrome de transfusión fetofetal.

## Diagnóstico
Aunque se desconozca el mecanismo etiopatogénico exacto del síndrome de Ballantyne, muchos autores han mostrado un aumento de los niveles de ácido úrico, anemia y niveles de hematocrito bajo sin hemólisis.

## Diagnóstico diferencial
El problema distinguiendo (o no) entre el síndrome de Ballantyne y la preeclampsia se refleja en la diversidad de la terminología usada y en el debate que rodea el tema. Parece mucho más probablle que una etiología de hidropesía fetal pueda causar el síndrome de Ballantyne cuando el estado fetal empeora gravemente y que el síndrome es solo una manifestación de la patología extrema y severa del feto y la placenta. El recuento plaquetario, la aspartato aminotransferasa, la alanina aminotransferasa y la haptoglobina, no presentan generalmente alteración y pueden ser utilizadas para distinguir el síndrome del espejo con el síndrome HELLP.

## Tratamiento
En la mayoría de los casos, el síndrome de Ballantyne causa la muerte fetal o neonatal. Por el contrario, el padecimiento de la madre se limita a, como mucho, la preeclampsia.